# Disfunzione endoteliale
Per disfunzione endoteliale si intende un'alterazione della normale funzione endoteliale, che comporta la perdita di alcune caratteristiche strutturali e/o funzionali. Per "attivazione endoteliale" si intende invece l'acquisizione da parte dell'endotelio di nuove proprietà, come l'espressione delle molecole adesive durante l'infiammazione. I fattori, che possono causare un danno funzionale dell'endotelio, sono numerosi e per la maggior parte si identificano con i fattori di rischio cardiovascolare.

## Storia
I pionieri della scoperta della disfunzione endoteliale sono stati Furchgott, Zawadzki e Moncada. Nel 1980, Furchgott e Zawadzki hanno osservato che la "acetilcolina (Ach)", in presenza di endotelio integro, induceva vasodilatazione di arterie isolate, mentre in assenza di endotelio causava vasocostrizione per stimolazione diretta delle cellule muscolari lisce, postulando la produzione endoteliale di una sostanza vasodilatatrice. A questa sostanza fu assegnata la denominazione di  "EDRF, endothelium derived relaxing factor" (identificata nel 1987 da Moncada in NO); la sua azione poteva essere bloccata dal blu di metilene e dalla emoglobina (1985). Il ruolo dell'endotelio nel modulare la risposta alle variazioni del flusso è stato, invece, evidenziato da Holtz nel 1983, il quale ha osservato come la dilatazione flusso-indotta sia dipendente, in vitro e in vivo, dalla integrità dell'endotelio.

## Fisiologia dell'endotelio

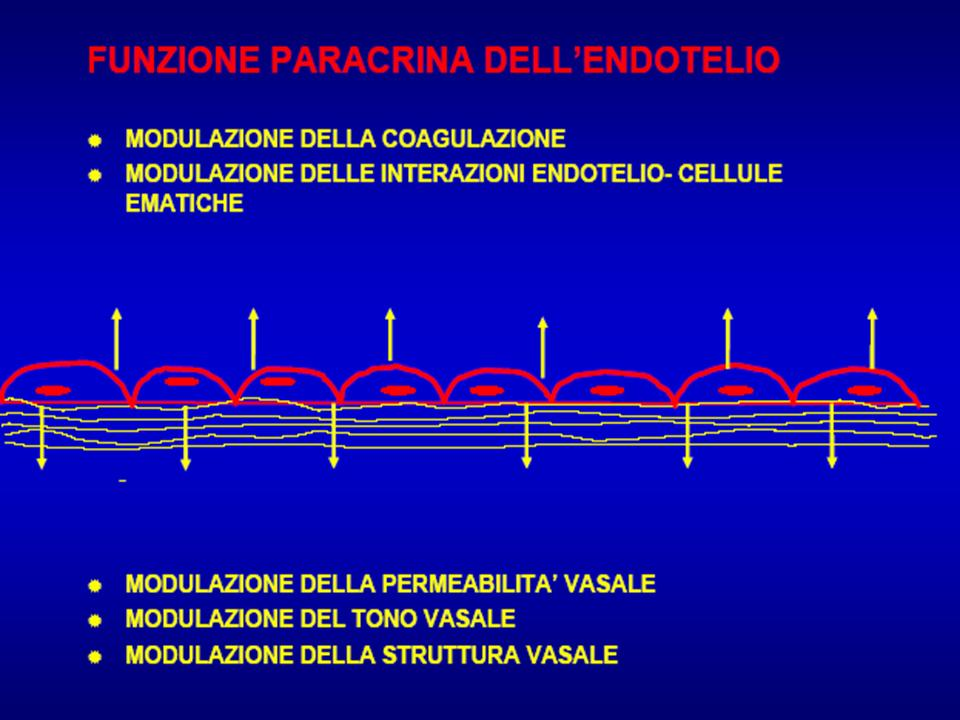
La funzione paracrina dell'endotelio

L'endotelio può essere considerato un vero e proprio organo autocrino e paracrino, capace di secernere, in risposta a una grande varietà di segnali, numerosi mediatori chimici. L'attività paracrina dell'endotelio è rivolta sia verso la parete vasale che verso il lume.	
A livello parietale, l'endotelio modula il tono vasale e la stessa struttura vasale, rivestendo un ruolo di primissimo piano nel rimodellamento, che si osserva nell'ipertensione, nella restenosi dopo angioplastica e nella aterosclerosi.
A livello luminale, l'endotelio modula la coagulazione del sangue e le interazioni con le cellule ematiche, più precisamente leucociti e piastrine.
In generale, i mediatori vasodilatatori possiedono anche azione anti-proliferativa, anti-trombotica e anti-aterogena, mentre le sostanze vasocostrittrici hanno azioni opposte. Le principali sostanze prodotte dall'endotelio comprendono:
- Ossido nitrico (NO);
- Prostaciclina,
- EDHF (Endothelium Derived Hyperpolarizing Factor);
- Endotelina-1;
- Trombossano A2;
- Prostaglandina A2;
- PAF (Platelet Activating Factor)
- Anione superossido;
- ACE (Angiotensin-converting enzyme);
- Eparan-solfato;
- Proteina S;
- Fattore di von Willebrand;
- Fattore tissutale (TF);
- Attivatore tissutale del plasminogeno;
- PAI (Plasminogen activator inhibitor);
- Lipoprotein-lipasie;
- Citochine;
- PDGF (Platelet-derived growth factor);
- FGFb (Basic fibroblast growth factor);
- Fattore di crescita insulino-simile (Insulin-like growth factor o IGF);
- Fattore di crescita trasformante (TGF);
- CSF (Colony-stimulating factor).

## Disfunzione dell'endotelio

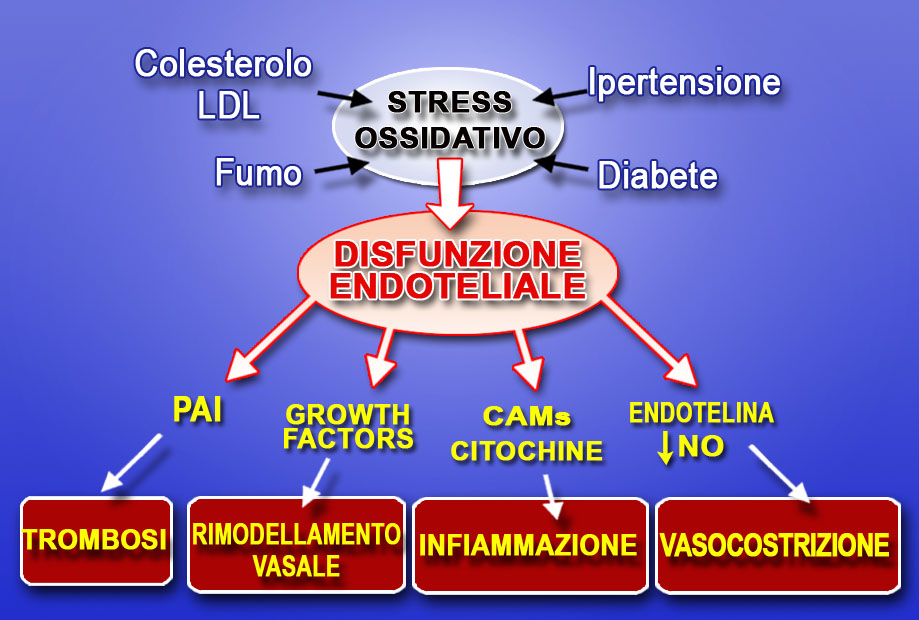
Alcune cause e conseguenze della disfunzione endoteliale

La compromissione della attività endocrino-paracrina dell'endotelio è responsabile della disfunzione endoteliale.
Sebbene l'alterazione riguardi tutte le funzioni endoteliali, quella di gran lunga più studiata è la vasodilatazione endotelio-dipendente. Infatti l'endotelio, essendo da un lato bersaglio di segnali meccanici e neuro-ormonali, dall'altro fonte di mediatori vasoattivi, svolge un ruolo fondamentale nel controllo del tono delle arterie e del microcircolo.
La funzione endoteliale viene valutata principalmente a livello del circolo coronarico o di quello brachiale. Lo studio viene rivolto sia verso i vasi di calibro maggiore che verso i vasi di resistenza.
Nel primo caso, vengono rilevate le variazioni di diametro delle arterie mediante angiografia quantitativa o, qualora si tratti di vasi periferici, mediante ecografia. Nel caso del microcircolo, vengono registrate le variazioni di flusso, misurato con tecnica Doppler o con plesmografia venosa a strain-gauge o con tomografia a fotoni. Per mettere in evidenza la disfunzione dell'endotelio si utilizza la risposta all'infusione intra-arteriosa di agonisti e antagonisti endoteliali (ad esempio L.NMMA), a dosi che non determinano effetti sistemici, oppure si misura la vasodilatazione flusso-indotta.

## Ossido nitrico (NO)
Fra i mediatori endoteliali, NO ha un'importanza preminente nel controllo fisiologico del tono delle arterie e del microcircolo, sia in condizioni basali che dopo stimolazione di vario tipo.
In condizioni fisiologiche, la produzione di NO mantiene uno stato basale di vasodilatazione, come è dimostrato dall'osservazione che l'inibizione della sintesi di NO con analoghi dell'arginina provoca un aumento della pressione arteriosa, aumento che viene annullato dalla somministrazione di L-arginina. Sebbene l'effetto ipotensivo degli analoghi dell'arginina sia mediato principalmente dalla inibizione della NOS endoteliale (eNOS), il loro effetto tardivo sulla pressione arteriosa sembra almeno in parte dovuto all'attivazione simpatica conseguente all'inibizione della NOS del sistema nervoso centrale (nNOS).
In condizioni fisiologiche, NO interviene anche nella vasodilatazione indotta da stimoli vari. La stimolazione flusso-indotta dell'endotelio causa vasodilatazione e anche la stimolazione con acetilcolina (ACh) induce vasodilatazione endotelio-dipendente nelle arterie umane precontratte con noradrenalina (la vasodilatazione è invece modesta o assente nelle vene). Nel caso dell'Ach, la vasodilatazione delle arterie è dovuta alla stimolazione dei recettori M1 e M3 dell'ACh esposti sulla superficie endoteliale. Al contrario, in presenza di disfunzione endoteliale la vasodilatazione indotta da questi stimoli risulta compromessa, anzi l'Ach causa una vasocostrizione paradossa. La vasocostrizione paradossa da ACh che compare nelle arterie disfunzionali o de-endotelizzate è conseguente all'attivazione diretta dei recettori M3 per ACh localizzati alla superficie delle cellule muscolari lisce.

### Nitrossido-sintetasi (NOS)
NO è prodotto per azione della nitric oxide synthase (NOS), che catalizza l'ossidazione dell'azoto contenuto nella L-arginina producendo NO e citrullina. La NOS è costituita da un omodimero, nel quale ciascuna subunità presenta un dominio C-terminale ad azione reduttasica, contenente NADPH e FAD, e un dominio N-terminale ad azione ossidasica, contenente eme, mentre in posizione centrale è situato il dominio di legame per il complesso calcio-calmodulina (Ca+2-CAM).
Si conoscono almeno tre isoforme di NOS:
- Tipo I o nNOS, contenuta nei neuroni e nel muscolo scheletrico;
- Tipo II o iNOS, inducibile, presente in molti tipi cellulari (leucociti, endotelio, cellule muscolari lisce, miociti cardiaci, ecc.);
- Tipo III o eNOS, localizzata nell'endotelio, ma anche nelle piastrine, miociti cardiaci e neuroni dell ippocampo.

Le isoforme NOS I e NOS III sono costitutive e calcio-sensibili, in quanto caratterizzate da un'attività basale, che però viene modulata da Ca+2-CAM, che si comporta da attivatore (molecular switch). 
L'azione regolatrice di Ca+2-CAM sarebbe quella di causare una modificazione della conformazione di NOS, così da consentire l'interazione spaziale tra i domini N- e C-terminale.
Il tipo NOS II è inducibile e calcio-insensibile, dal momento che viene espresso solo dopo attivazione cellulare. Tale enzima è attivo anche a basse concentrazioni di Ca+2, poiché la CAM rimane costantemente legata a NOS II, comportandosi come una subunità dell'enzima stesso.
Le tre isoforme differiscono anche per la localizzazione intracellulare:
- NOS I, nel tessuto nervoso è localizzata nella membrana post-sinaptica, mentre nel muscolo scheletrico è associata con il citoscheletro, grazie alla interazione con il complesso della distrofina;
- NOS II, inizialmente ritenuta enzima citoplasmatico, è risultata invece associata alla membrana plasmatica, sia pure in modo ancora indefinito;
- NOS III è situata nella membrana cellulare, in corrispondenza delle caveole.

Le caveole sono microdomini specializzati della membrana plasmatica, che si presentano come invaginazioni della stessa. Sono composte essenzialmente da glicosfingolipidi e colesterolo,  mentre le principali proteine integrali sono le caveoline (proteine palmitoilate di 20-24 kDa), che formano l'impalcatura strutturale delle caveole: la caveolina 1 è presente in un'ampia varietà di cellule, endotelio compreso; la caveolina 2 è espressa principalmente negli adipociti; la caveolina 3 è contenuta nei muscoli striati, miocardio incluso.
La NOS III endoteliale è associata alla caveolina 1, mentre nel miocardio essa è accoppiata principalmente alla caveolina 3; al momento non è chiaro se l'associazione consista in un'interazione diretta tra le due proteine, né se queste facciano parte di un più grande complesso multimolecolare. L'interazione di NOS III con la caveolina causa una profonda inibizione dell'enzima. Il complesso Ca+2-CAM antagonizza questa inibizione, in modo dose-dipendente, disaccoppiando la NOS III dalla caveolina, attivando l'enzima.
Per la localizzazione di NOS III nelle caveole è necessaria una doppia acilazione del dominio N-terminale con acido miristica (C 14) e acido palmitico (C 16); ciascuna acilazione aumenta l'arricchimento caveolare di NOS III di 10 volte.
La miristoilazione è un processo irreversibile, che si verifica durante la traduzione del RNAm NOS III, mentre la palmitoilazione è una modificazione reversibile, che avviene dopo la traduzione. Attraverso la regolazione della palmitoilazione può essere controllata l'associazione di NOS III con la membrana.
Gli agonisti, come la bradichinina, che promuovono la depalmitoilazione, causano la traslocazione di NOS III dalle caveole nel citosol. Anche le forme mutanti dell'enzima, deficienti della miristoilazione (myr-) o della palmitoilazione (palm-), presentano una localizzazione citoplasmatica.
Una volta passata nel citosol, la miristoil-de-palmitoil-NOS III può legarsi alla superficie citoplasmatica del Golgi, dove può essere nuovamente palmitoilata e trasferita al trans-Golgi e da qui ritornare nelle caveole.
Il rapido turnover della NOS III palmitoilata (45 minuti), rispetto all'emivita della NOS III miristoilata o della sua componente proteica (18 ore), suggerisce che il ciclo palmitoilazione-depalmitoilazione può regolare la quantità di enzima presente nelle caveole.
Nel modello attualmente valido, la palmitoilazione di NOS III servirebbe principalmente a determinare la localizzazione intracellulare dell'enzima, mentre Ca+2-CAM sarebbe in grado sia di disaccoppiare il complesso inibitorio NOS III – caveolina, sia di attivare direttamente l'enzima.
Alcuni recettori accoppiati alle proteine G (bradichinina BK2, angiotensina AT1, endotelina-1 ETB) interagiscono direttamente con NOS, inattivandolo. Il legame dell'agonista al recettore rimuove l'effetto inibitorio.
Molto importante è il ruolo dei recettori beta adrenergici nella attivazione di NOS III, attraverso la fosforilazione dell'enzima in ser1177 ad opera di Akt/PKB.

### Meccanismo di azione di NO
Una volta prodotto, NO attraversa facilmente la membrana plasmatica delle cellule muscolari lisce e attiva la guanilato ciclasi, a cui consegue il rilasciamento della muscolatura e la vasodilatazione.
L'attivazione della guanilciclasi è dovuta al legame di NO con l'eme dell'enzima, per formare nitrossil-eme; questa interazione altera la conformazione dell'eme, dislocando il Fe+3 dal piano dell'anello porfirinico e rimuovendo l'inibizione che esso esercita sull'enzima.
In effetti la nitrossil-eme-guanilciclasi si comporta come la protoporfirina IX-guanilciclasi, nella quale l'assenza di Fe+3 provoca l'attivazione costitutiva dell'enzima.
Il GMPc prodotto dalla guanilciclasi regola essenzialmente 3 classi di molecole effettrici: 1) PK-GMPc; 2) PDE (fosfodestetasi); 3) canali ionici GMPc-gated.
La vasodilatazione è il risultato della diminuzione della concentrazione del Ca+2 intracellulare, dovuta a:
1. Iperpolarizzazione della membrana plasmatica, per attivazione della pompa Na+ ATPasi e dei canali del Kca calcio attivati attraverso la modulazione della loro fosforilazione da parte di PKG. L'iperpolarizzazione inibisce l'ingresso di Ca+2 attraverso i canali VOC (voltaggio dipendenti).
2. Efflusso del Ca+2 dalla cellula ad opera della pompa Ca+2-ATPasi e del Na+/Ca+2 exchanger.
3. Reuptake del Ca+2 nel reticolo sarcoplasmatico, per fosforilazione PKG-dipendente delle proteine IP3R (recettori per IP3, che si comportano da canali del Ca+2) e fosfolambano (proteina regolatrice della Ca+2-ATPasi).
4. Ridotta sensibilità delle proteine contrattili al Ca+2, mediata dall'intervento della PP-1M (proteinfosfatasi 1M), che regola la fosforilazione della catena leggera della miosina.

Ci sono evidenze che alla vasodilatazione NO-dipendente possano concorrere meccanismi GMPc-indipendenti.